# Taphozous perforatus
Taphozous perforatus — є одним з видів мішкокрилих кажанів родини Emballonuridae.

## Поширення
Країни поширення: Бенін, Ботсвана, Буркіна-Фасо, Демократична Республіка Конго, Джибуті, Єгипет, Ефіопія, Гамбія, Гана, Гвінея-Бісау, Індія, Іран, Ізраїль, Кенія,  Малі, Мавританія, Нігер, Нігерія, Оман, Пакистан, Саудівська Аравія, Сенегал, Сомалі, Судан, Танзанія, Того, Уганда, Зімбабве, Ємен. Був записаний до 200 м. Пов'язаний в усьому діапазоні з відкритим рідколіссям. Знаходиться як правило, уздовж річок в лісистій савані. Вимагає укриття скель або кам'яних будівель протягом дня. Лаштує сідала малими і великими колоніями від кількох  до тисяч особин. Живиться молями і жуками.  

## Загрози та охорона
Порушення місць спочинку є загрозою для виду. Зустрічається в багатьох охоронних територіях. 